# Scrisoarea II
„Scrisoarea II” este o poezie scrisă de Mihai Eminescu, publicată pentru prima oară pe 1 aprilie 1881 în revista Convorbiri literare. Poezia este o creație romantică, în care poetul (dezamăgit de lumea în care trăia) își făurește un univers compensatoriu prin întoarcerea în timpul auroral.
Poemul este structurat în două părți:
- partea I (versurile 1-42) prezintă, în cuvinte pline de sarcasm, tabloul realului contemporan, în care impulsul creator al geniului era grav stăvilit;
- partea a II-a (versurile 43-70) cuprinde o evocare a timpului mitic al tinereții, când „lumea cea gândită” și ideală „avea ființă” și putea fi confundată cu visul.

Revenirea la partea I se face în versurile ultime ale poemului (71-86).